# Двойно преследване
„Двойно преследване“ (на английски: Two If by Sea/Stolen Hearts) е американска романтична комедия от 1996 г. на режисьора Бил Бенет, с участието на Сандра Бълок и Денис Лиъри. Сценарият, написан от Лиъри и Майк Армстронг, е по сюжета на Ан Лембек.

## Актьорски състав
- Сандра Бълок – Роз
- Денис Лиъри – Францис „Франк“ О'Брайън
- Стивън Дилейн – Евън Марш
- Яфет Кото – Агент О'Мали
- Майк Стар – „Фитци“
- Джонатан Тъкър – Тод
- Уейн Робсън – Бийно Калахан
- Майкъл Бадалуко – Куин
- Лени Кларк – Кели

## В България
В България филмът излиза на видеокасета на 26 август 1996 г., разпространен от „Александра Видео“.